# Дедза (город)
Дедза (англ. Dedza) — небольшой город в малавийской Центральной провинции. Является административным центром одноимённого округа. Население — 30 928 человек (по переписи 2018 г.)

## География
Дедза расположена примерно в 85 км к югу от Лилонгве, столицы страны. Город находится на трассе M1, которая доходит до Блантайра, в точке, где трансафриканское шоссе, идущее из Йоханнесбурга, входит в Малави.
Находясь на высоте в 1590 м, Дедза является высочайшим городом в Малави. В июне и июле, особенно по утрам и вечерам, могут быть похолодания.
Недалеко от города расположены наскальные рисунки Чонгони.

## Климат
Согласно классификации климатов Кёппена, в Дедзе — субтропический высокогорный климат (Cwb).
Среднегодовая температура — 18,2 °C. Самый тёплый месяц — ноябрь (21 °C), а самый холодный — июль (14,2 °C).
Среднегодовое количество осадков — 1348 мм. Самый влажный месяц — январь (346 мм), самый засушливый — сентябрь (7 мм).
| Показатель                            | Янв. | Фев. | Март | Апр. | Май  | Июнь | Июль | Авг. | Сен. | Окт. | Нояб. | Дек. |
| ------------------------------------- | ---- | ---- | ---- | ---- | ---- | ---- | ---- | ---- | ---- | ---- | ----- | ---- |
| Абсолютный максимум, °C               | 23,1 | 23,2 | 23   | 22,4 | 21,6 | 19,9 | 19,3 | 21,4 | 24   | 25,7 | 25,6  | 24   |
| Средняя температура, °C               | 19,4 | 19,4 | 19,1 | 18   | 16,6 | 14,8 | 14,2 | 16,1 | 18,7 | 20,6 | 21    | 20   |
| Абсолютный минимум, °C                | 16,6 | 16,4 | 15,9 | 14,3 | 12,2 | 10,3 | 9,7  | 11,1 | 13,4 | 15,7 | 16,9  | 16,8 |
| Среднее число солнечных часов в месяц | 6,7  | 6,6  | 6,1  | 6,5  | 7,8  | 7,7  | 7,7  | 8,9  | 9,8  | 9,8  | 9,1   | 7,3  |
| Норма осадков, мм                     | 346  | 270  | 207  | 61   | 20   | 7    | 9    | 7    | 7    | 35   | 105   | 274  |
| Средняя влажность, %                  | 86   | 85   | 84   | 76   | 66   | 63   | 62   | 55   | 49   | 52   | 62    | 80   |
| Источник: Climate-Data.org            |      |      |      |      |      |      |      |      |      |      |       |      |

## Население
| Год  | Население |
| ---- | --------- |
| 1977 | 5 448     |
| 1987 | 16 899    |
| 1998 | 15 408    |
| 2008 | 20 241    |
| 2018 | 30 928    |

## Инфраструктура
В городе есть дома отдыха, бары и кафе, а также автобусная станция, офис Городского собрания, стадион, отдел полиции, больница, большой рынок, банки и несколько автозаправочных станций. Имеется несколько начальных школ, средняя школа и две школы-интерната.
Дедза связана с британским городом Норидж благотворительной организацией Norwich-Dedza Partnership. Организация поддерживает образование, здравоохранение, сельское хозяйство, развитие туризма и организации общественного сектора в округе через работников-волонтёров, поставку компьютеров и других материалов, а также небольшим финансированием.